# 八汐亜矢子
八汐 亜矢子（やしお あやこ、4月6日 - ）は、日本の女性歌手。本名：八木眞基子（やぎ まきこ）。

## 人物
身長157cm。好きな動物：ネコ。好きな食べ物：ジャムパン、トマト、じゃがいも。嫌いな食べ物：コーヒー。趣味：旅行、買い物。好きな色：白、黒、赤。

## 来歴
4人兄弟の長女として埼玉県狭山市南入曽に生まれる。両親はサイクルショップ北田を営む。
精華学園女子高等学校に入学し、先輩には吉永小百合、美空ひばりなどがいる。
幼い頃より母親が熱心になって芸能界への道を歩ませ、テレビ映画や映画等に出演したこともある。その後、学業に勤しむべく高校に入学したが3年生の時になって歌手への希望がふくらみ、高校に通いながら作曲家・大沢浄二に師事し、歌謡曲の勉強を始めた。以後約3年の間励みの甲斐あって、1966年（昭和41年）6月に朝日放送テレビ系連続ドラマ『亜矢子』制作を記念して、雑誌明星、テイチクレコード、朝日放送、松竹テレビ室が協賛し、明星を通じて行った“ミス亜矢子”全国募集に応募し1位に入選（『霧の夜のデイト』ジャケットより）。
デビュー前には松尾和子に師事しており、ムード歌手を目指していた。その伝手で小畑実にも師事し、小畑の作曲でデビューするという話もあったと言う。しかし、事務所の方針で「ミス亜矢子」に募集し、テイチクからのデビューとなった。
テイチクでは村沢良介に師事し、美人歌手のひとりとして売り出され、「霧の夜のデイト」は中山仁の初めてのデュエットとして話題を生み、詞の同人誌から拾い上げた「ゆうべ泣いちゃった」が4万枚ヒットした。B面の「今夜は日記につけないで」はマルマン深夜劇場『ミュージック・ストーリー』にて放送された。その後「ゆうべ泣いちゃった」路線のラテン系で「あなたの噂」「恋のボンボン」「好きになっちゃった」をリリースし、途中にはGS歌謡の「ゆうべの秘密」、ムード歌謡路線の「おんなの涙」「ふたりの夜」「あの人は遠い」「女でありたい」などを歌唱している。他にもボサノヴァ歌謡の「真夜中のわたし」、八汐フォーク三部作「雨に濡れていたのはだれ！」「帰れ小鳩よ」「白い夜明け」など多様な曲を歌っている。
1972年（昭和47年）には新規を期して遠藤実に弟子入りしている。遠藤はテイチク時代から八汐に一目置いており、ミノルフォン入りも画策していたことがあると言う。そして1973年（昭和48年）ポリドールでは、「女の園」がフジTVライオン奥様劇場『徳川の夫人たち』の主題歌として採用された。また、TV・ラジオ番組のレギュラーを数多く持ち、美人歌手として確固たる地位を保ち続けていたが、突然の病に伏し、約5年の闘病生活を続けた。
ポリドールから東芝EMIへ移籍する間には、コロムビアより八汐の故郷の狭山市市制施行20周年記念曲「狭山音頭」を歌唱している。
1980年（昭和55年）に東芝EMIに移籍し、恩師・遠藤の作曲の「あなた明日からもう他人」で歌手復帰。この頃、委託制作盤を数多く歌唱しており、福井県大飯郡高浜町海水浴場開場70周年記念曲「若狭高浜音頭」や「曽我の春」などがある。その中から三重県三重郡菰野町「湯の山しぐれ」がヒットし、後に全国盤となった。また遠藤実の作詞曲による「他人シリーズ」のうちの1曲「他人宿」（外2曲、「他人酒」「他人船」）をリリースしており、本格演歌歌手としての力量をつける。この曲は田端義夫、山本誇己(現・山本湖々)、小紋典子の競作で発売されたが、遠藤は八汐歌唱盤を最も評価している。また、この時期「片山隼作品集」をリリースしており、のちにアレンジを変更してヒットした柳ヶ瀬の応援歌「柳ヶ瀬恋灯り」や、箱崎晋一郎など多くの歌手によって歌われた「奥美濃ブルース」、都会的な曲調の「盛り場おんな」「あなたが好き」なども収録されている。そして、全日本歌楽互恵審査協会が制作し、会長の玉井知湖作曲の「伊勢路慕情」「波切の港」は協会主催のコンクールの課題曲とされ、ブラジル、ペルー、アルゼンチンなどへ、日系の学校訪問、遺児への寄附を目的にチャリティー・コンサートをしヒット。遠藤実作曲の「夢見川」、「戻ってほしい」と抱き合わせられ、「演歌特選集」として発売された。この時期に八汐の代表作が数多く生み出されている。
その後、2000年（平成12年）に牛尾真造の紹介で入った日本クラウンでは、演歌不遇時代の現代において遠藤実作曲家生活50周年記念曲の「銀婚式」で「日本クラウンヒット敢闘賞」を受賞し、5万枚以上を売り上げた。また、「他人宿」のリメイク、「大正琴音頭」「織田信長」など八汐の持ち味を生かした曲をリリースし、好評を呼んでいる。2004年にはこれまでの功績が認められ、「第25回松尾芸能賞歌謡特別賞」を受賞している。この際、せんだみつおが駆けつけている。
2009年から2025年まで一般財団法人遠藤実歌謡音楽振興財団評議員を務めた。

## エピソード
- 1966年11月発売の中山仁「中山仁の〝亜矢子〟」というコンパクト盤にも「霧の夜のデイト」は収録されている。
- 八汐の本名は「眞基子」であるが、デビュー当初は「亜矢子」とされていた。これは「ミス亜矢子」の応募条件が下の名前が「あやこ」(漢字は不問)であることであったためである。
- プロフィールにはよく、「テイチク時代には19枚のシングルを...」と記載されているが、未発表音源を含めても19枚には届かず、当時の担当ディレクターの高柳六郎が適当に言ったものである。
- 「一人ぼっちじゃイヤン」を村沢宅でレッスンをしていたとき、「イヤン　イヤン」が甘すぎて、村沢の娘が「猫の声がする！」と勘違いした。
- 「もういちど！」は萩原四郎が十数年温めていた詞を、八汐の本格演歌へのイメージチェンジを狙って歌唱したものである(曲調は全く演歌ではない)。
- 「高桐克彦」は高柳の変名。村沢などの専属作曲家にはないイメージの曲を歌わせたいとき、自ら作曲していた。
- 変名の「日田 よしこ」は当時のディレクターがイメージチェンジを狙ったことで生まれた芸名であるが、これはそのディレクターが大分県日田市のことを気に入っていたことから命名された。しかし、事務所側の「折角八汐亜矢子という名前が定着してきたのに変えたら駄目じゃないか」という反対で再び戻した。
- 「ゆうべ泣いちゃった」は南有二とフルセイルズに歌詞を変えて「あの娘ちゃんこの娘ちゃん」として発売されている。
- 「柳ヶ瀬恋灯り」は元々同レーベルの葵ひろ子が歌唱していた。
- 「曽我の春」は小田原市の曽我梅林の中にある瑞雲寺に歌碑が設置されている[4]。
- 「恋の雨」は名古屋市のクラブ「友千鳥」のCMソングだった。
- 雑誌のグラビアを多数務めていた。
- 「あなた明日からもう他人」の「もう他人」という部分の音程は、正確な音程ではないのだが、逆にそちらの方が味があるとされ、そのまま採用されている。
- 「あなたに女ができた時」が発売されたとき、キャンペーンも兼ねて街行く男性たちに浮気の有無をインタビューすると、100％の男性が浮気をしており、八汐はショックを受けたという。
- 「美山の女」は花村菊江が元々はシングルをリリースしており、山田孝雄が補作詞している。ちなみに、このB面の「恋の瀬見峡」は八汐もレコーディングのみしている。
- 「浦和の女」を作詞した江森孟孔は元警察官である。

## ディスコグラフィ

### シングル
- レーベル
  - 1〜15：テイチク（1966年〜1972年）（14、15は日田よしこ名義）
  - 16〜17：ポリドール（1974年〜1975年）
  - 18〜26：東芝EMI（1980年〜1996年）
  - 27〜32、35：日本クラウン（2000年〜）
  - 32、33：アクセスエンタテイメント（2013年）
  - 34：Canvas（2013年）

| #  | 発売日          | 曲順                 | タイトル                 | 作詞                    | 作曲           | 編曲       | 規格品番                      |
| -- | --------------- | -------------------- | ------------------------ | ----------------------- | -------------- | ---------- | ----------------------------- |
| 1  | 1966年 11月10日 | A面                  | 霧の夜のデイト           | 根岸一男                | 村沢良介       | 山倉たかし | SN-427                        |
| 1  | 1966年 11月10日 | B面                  | 恋に命を・・・           | 大高ひさを              | 村沢良介       | 村沢良介   | SN-427                        |
| 2  | 1967年 5月10日  | A面                  | ゆうべ泣いちゃった       | 海老沢孝一              | 村沢良介       | 河合英郎   | SN-496                        |
| 2  | 1967年 5月10日  | B面                  | 今夜は日記につけないで   | 梶鶴雄                  | 岩代浩一       | 岩代浩一   | SN-496                        |
| 3  | 1967年 10月10日 | A面                  | 一人ぼっちじゃイヤン     | 大高ひさを              | 村沢良介       | 山倉たかし | SN-564                        |
| 3  | 1967年 10月10日 | B面                  | あなたの噂               | 門井八郎                | 村沢良介       | 河合英郎   | SN-564                        |
| 4  | 1967年 12月1日  | A面                  | ゆうべの秘密             | 大高ひさを              | 村沢良介       | 山倉たかし | SN-591                        |
| 4  | 1967年 12月1日  | B面                  | おんなの涙               | 岡田英次郎              | 村沢良介       | 山倉たかし | SN-591                        |
| 5  | 1968年 3月10日  | A面                  | ふたりの夜               | 高月ことば              | 村沢良介       | 山倉たかし | SN-620                        |
| 5  | 1968年 3月10日  | B面                  | もういちど！             | 萩原四朗                | 春川一夫       | 佐藤川太   | SN-620                        |
| 6  | 1968年 5月5日   | A面                  | 涙のウクレレ             | 大高ひさを              | 村沢良介       | 山倉たかし | SN-639                        |
| 6  | 1968年 5月5日   | B面                  | あの人は遠い             | 猪又良                  | 野崎真一       | 山倉たかし | SN-639                        |
| 7  | 1968年 8月5日   | A面                  | 恋のボンボン             | 池田充男                | 村沢良介       | 山倉たかし | SN-671                        |
| 7  | 1968年 8月5日   | B面                  | 女でありたい             | 双見五郎                | 村沢良介       | 河合英郎   | SN-671                        |
| 8  | 1968年 11月5日  | A面                  | 好きになっちゃった       | 金子知司                | 村沢良介       | 河合英郎   | SN-708                        |
| 8  | 1968年 11月5日  | B面                  | 夜のためいき             | 池田充男                | 村沢良介       | 村沢良介   | SN-708                        |
| 9  | 1969年 7月5日   | A面                  | 真夜中のわたし           | 千坊さかえ              | 高桐克彦       | 山倉たかし | SN-784                        |
| 9  | 1969年 7月5日   | B面                  | 風のいたずら             | 高月ことば              | 村沢良介       | 山倉たかし | SN-784                        |
| 10 | 1969年 9月5日   | A面                  | 雨に濡れていたのはだれ！ | 渋谷郁男                | 福島正二       | 福島正二   | SN-828                        |
| 10 | 1969年 9月5日   | B面                  | 神戸シュビルバ           | 池田充男                | 松田篝         | 山倉たかし | SN-828                        |
| 11 | 1970年 1月5日   | A面                  | 帰れ小鳩よ               | 山本ひとし              | 村沢良介       | 山倉たかし | SN-901                        |
| 11 | 1970年 1月5日   | B面                  | かなしみの森             | 二条冬詩夫              | 大野弘也       | 山倉たかし | SN-901                        |
| 12 | 1970年 5月5日   | A面                  | 白い夜明け               | 二条冬詩夫              | 村沢良介       | 山倉たかし | SN-947                        |
| 12 | 1970年 5月5日   | B面                  | この道をまっすぐ行けば   | 高月ことば              | 藤志帆         | 山倉たかし | SN-947                        |
| 13 | 1971年 11月5日  | A面                  | 愛はわがまま             | 伊予圭相 補・二条冬詩夫 | 村沢良介       | 山倉たかし | SN-1035                       |
| 13 | 1971年 11月5日  | B面                  | 土曜日のあなた           | 水上良 補・二条冬詩夫   | マダム・ヨシコ | 山倉たかし | SN-1035                       |
| 14 |                 | A面                  | 別れるつもりはないけれど | 二条冬詩夫              | 村沢良介       | 山倉たかし | SN-1093                       |
| 14 | B面             | 釧路ものがたり       | かねこともじ             |                         | 村沢良介       | 山倉たかし | SN-1093                       |
| 15 | 1972年          | A面                  | ゆうべ泣いちゃった       | 海老沢孝一              | 村沢良介       | 北野ひろし | SN-1167                       |
| 15 | 1972年          | B面                  | おんなの夢は哀しくて     | 二条冬詩夫              | 村沢良介       | 山倉たかし | SN-1167                       |
| 16 | 1974年 5月      | A面                  | あなたに女ができた時     | 永井ひろし              | 遠藤実         | 斉藤恒夫   | DR 1847                       |
| 16 | 1974年 5月      | B面                  | 女の園                   | 山下リラ                | 遠藤実         | 斉藤恒夫   | DR 1847                       |
| 17 | 1975年 8月      | A面                  | ある朝の涙               | 遠藤実                  | 遠藤実         | 斉藤恒夫   | DR 1954                       |
| 17 | 1975年 8月      | B面                  | 浦和の女                 | 江森孟孔                | 遠藤実         | 只野通泰   | DR 1954                       |
| 18 | 1980年 8月      | A面                  | あなた明日からもう他人   | 八木宏                  | 遠藤実         | 斉藤恒夫   | TP-17033                      |
| 18 | 1980年 8月      | B面                  | ある朝の涙               | 遠藤実                  | 遠藤実         | 只野通泰   | TP-17033                      |
| 19 | 1983年 2月21日  | A面                  | 湯の山しぐれ             | 矢津太郎                | 青木玲二       | 竹村次郎   | TP-17459                      |
| 19 | 1983年 2月21日  | B面                  | 冬航路                   | 西村道夫                | 片山隼         | 曽根幸明   | TP-17459                      |
| 20 | 1984年 11月21日 | A面                  | 他人宿                   | 遠藤実                  | 遠藤実         | 只野通泰   | TP-17671 ZK10-5008            |
| 20 | 1984年 11月21日 | B面                  | 新宿・流転花             | 白鳥園枝                | 遠藤実         | 只野通泰   | TP-17671 ZK10-5008            |
| 21 | 1987年 6月21日  | A面                  | 好きよ！ドラゴンズ       | 竜巻球史                | 青木玲二       | 薗広昭     | TP-17974 ZK10-5058            |
| 21 | 1987年 6月21日  | B面                  | 望郷の詩                 | 峯としはる 補・みずの稔 | 和田直         | 薗広昭     | TP-17974 ZK10-5058            |
| 22 | 1989年 6月28日  | A面                  | 今度はいい友だちで       | 遠藤実                  | 遠藤実         | 京建輔     | RT07-2394 ZX10-7394 XK12-5032 |
| 22 | 1989年 6月28日  | B面                  | めおと戦争               | 遠藤実                  | 遠藤実         | 京建輔     | RT07-2394 ZX10-7394 XK12-5032 |
| 23 |                 | 1曲                  | 湯の山しぐれ             | 矢津太郎                | 青木玲二       | 竹村次郎   | ZT15-5259                     |
| 23 | 2曲             | 恋の雨               | 石塚安夫                 | 石塚安夫                | 池多孝春       |            | ZT15-5259                     |
| 23 | 3曲             | 他人宿               | 遠藤実                   | 遠藤実                  | 只野通泰       |            | ZT15-5259                     |
| 23 | 4曲             | 思い出のワイン・バー | みずの稔                 | 和田直                  | 池多孝春       |            | ZT15-5259                     |
| 24 | 1993年 9月22日  | A面                  | 湯の山しぐれ             | 矢津太郎                | 青木玲二       | 蔦将包     | TODT-3098 TOST-3098           |
| 24 | 1993年 9月22日  | B面                  | 舞扇                     | 緑川修平                | 石塚安男       | 蔦将包     | TODT-3098 TOST-3098           |
| 25 | 1996年 11月7日  | A面                  | 柳ヶ瀬恋灯り             | 吉岡治                  | 片山隼         | 竜崎孝路   | TODT-3861 TOST-3861           |
| 25 | 1996年 11月7日  | B面                  | 美山の女                 | 武藤久次                | 片山隼         | 坂下滉     | TODT-3861 TOST-3861           |
| 26 | 1998年 2月27日  | 1曲                  | 伊勢路慕情               | いせ太郎                | 玉井知湖       | 池多孝春   | TODT-4012 TOST-4012           |
| 26 | 1998年 2月27日  | 2曲                  | 波切の港                 | いせ太郎                | 玉井知湖       | 池多孝春   | TODT-4012 TOST-4012           |
| 26 | 1998年 2月27日  | 3曲                  | 夢見川                   | 遠藤実                  | 遠藤実         | 京建輔     | TODT-4012 TOST-4012           |
| 26 | 1998年 2月27日  | 4曲                  | 戻ってほしい             | いではく                | 遠藤実         | 京建輔     | TODT-4012 TOST-4012           |
| 27 | 2000年 4月21日  | A面                  | 銀婚式                   | 黒井朝子                | 遠藤実         | 佐々永治   | CRDN-676 CRSN-676             |
| 27 | 2000年 4月21日  | B面                  | 母の子守うた             | 白鳥園枝                | 遠藤実         | 佐々永治   | CRDN-676 CRSN-676             |
| 28 | 2004年 3月17日  | A面                  | 奥美濃おんな道           | 小木曽松次郎            | 井川裕多加     | 松井タツオ | CRCN-910 CRSN-910             |
| 28 | 2004年 3月17日  | B面                  | 泣くな 泣き虫            | 小木曽松次郎            | 井川裕多加     | 松井タツオ | CRCN-910 CRSN-910             |
| 29 | 2006年 3月8日   | A面                  | 他人宿                   | 遠藤実                  | 遠藤実         | 佐伯亮     | CRCN-1237 CRSN-1237           |
| 29 | 2006年 3月8日   | B面                  | おんな薪能               | 白石政次                | 遠藤実         | 佐伯亮     | CRCN-1237 CRSN-1237           |
| 30 | 2007年 9月5日   | A面                  | 大正琴音頭               | いではく                | 遠藤実         | 佐伯亮     | CRCN-1318 CRSN-1318           |
| 30 | 2007年 9月5日   | B面                  | うらまち慕情             | 佐藤文子                | 遠藤実         | 佐伯亮     | CRCN-1318 CRSN-1318           |
| 31 | 2010年 10月6日  | A面                  | 織田信長                 | 伊吹秀吾                | 片山隼         | 坂下滉     | CRCN-1499 CRSN-1499           |
| 31 | 2010年 10月6日  | B面                  | 女のねがい               | 伊吹秀吾                | 片山隼         | 水谷高志   | CRCN-1499 CRSN-1499           |
| 32 | 2013年 1月23日  | A面                  | グッバイ・ラブ           | 宮川ひろし              | 宮川ひろし     | 高田弘     | AHMD-1158                     |
| 32 | 2013年 1月23日  | B面                  | 心がわり                 | 宮川ひろし              | 宮川ひろし     | 高田弘     | AHMD-1158                     |
| 33 | 2013年 5月29日  | A面                  | 夜明けのラブソング       | 宮川ひろし              | 宮川ひろし     | 高田弘     | AHMD-1163                     |
| 34 | 2013年 6月21日  | A面                  | あじさい雨情             | 石井譲二                | 宮下重春       | 宮下重春   | CV-0621                       |
| 34 | 2013年 6月21日  | B面                  | 風の恋唄                 | 石井譲二                | 宮下重春       | 宮下重春   | CV-0621                       |
| 35 | 2016年 9月28日  | B面                  | ふたりのしあわせ         | 山田健児                | 片山隼         | 水谷高志   | CRCN-2706                     |

委託制作盤
| #  | 発売日         | 曲順                   | タイトル             | 作詞                  | 作曲       | 編曲       | 規格品番            |
| -- | -------------- | ---------------------- | -------------------- | --------------------- | ---------- | ---------- | ------------------- |
| 1  | 1974年 8月     | B面                    | 狭山音頭             | 坂田あふる            | 下川博省   | 押尾司     | PES-7691            |
| 2  | 1982年         | A面                    | 湯の山しぐれ         | 矢津太郎              | 青木玲二   | 竹村次郎   | N4R-5096            |
| 2  | 1982年         | B面                    | カラオケ             | ー                    | 青木玲二   | 竹村次郎   | N4R-5096            |
| 3  | 1982年 7月     | A面                    | 若狭高浜音頭         | 滝田常晴 補・高浜町   | 青木玲二   | 斉藤恒夫   | N4R-5098            |
| 3  | 1982年 7月     | B面                    | カラオケ             | ー                    | 青木玲二   | 斉藤恒夫   | N4R-5098            |
| 4  |                | A面                    | 湯の山しぐれ         | 矢津太郎              | 青木玲二   | 竹村次郎   | NZM-5012            |
| 4  | B面            | あなた明日からもう他人 | 八木宏               | 遠藤実                | 只野通泰   |            | NZM-5012            |
| 5  |                | A面                    | 高岡ブルース         | 飯田基美夫            | 飯田基美夫 | 斉藤恒夫   | N4R-5113            |
| 6  |                | B面                    | 二人の春             | 藤吉秀彦              | 藤吉秀彦   | 斉藤恒夫   | N4R-5124            |
| 7  |                | B面                    | 灘浦慕情             | 能坂利雄              | 三山敏     | 斉藤恒夫   | N4R-5125            |
| 8  |                | B面                    | 恋の雨               | 石塚安夫              | 石塚安夫   | 伊藤雪彦   | N4R-5143            |
| 9  |                | A面                    | 曽我の春             | 峰としはる            | 佐々木忠孝 | 斉藤恒夫   | N4R-1499            |
| 9  | B面            | カラオケ               | ー                   |                       | 佐々木忠孝 | 斉藤恒夫   | N4R-1499            |
| 10 |                | A面                    | ゆめ酒場             | 梅村ゆたか            | 藤村明由   | 伊藤雪彦   | PZA-621             |
| 10 | B面            | 故郷ばなし             | 片山隼               | 梅村ゆたか            |            | 伊藤雪彦   | PZA-621             |
| 11 | 1998年         | A面                    | 伊勢路慕情           | いせ太郎              | 玉井知湖   | 池多孝春   | PZA-1153            |
| 11 | 1998年         | B面                    | 波切の港             | いせ太郎              | 玉井知湖   | 池多孝春   | PZA-1153            |
| 12 | 1998年         | A面                    | 男関取智乃花         | やま・かん            | 片山隼     | 坂下滉     | KSDT-0001 KSST-0001 |
| 12 | 1998年         | B面                    | コミック・シャカ     | やま・かん            | 片山隼     | 坂下滉     | KSDT-0001 KSST-0001 |
| 13 |                | A面                    | 菰野ふるさと音頭     | 伊藤正義 補・滝田常晴 | 青木玲二   | 竹村次郎   |                     |
| 13 | B面            | カラオケ               | ー                   |                       | 青木玲二   | 竹村次郎   |                     |
| 14 | 2002年 7月15日 | A面                    | 富士見がふるさと     | いではく              | 遠藤実     | 佐々永治   | TP-5268             |
| 14 | 2002年 7月15日 | B面                    | カラオケ             | ー                    | 遠藤実     | 佐々永治   | TP-5268             |
| 15 | 2003年 4月20日 | A面                    | 白鳥の郷             | ひじりたかし          | 片山隼     | 水谷タカシ | CDP-5294 TP-5294    |
| 15 | 2003年 4月20日 | B面                    | 約束のないめぐり逢い | ひじりたかし          | 片山隼     | 水谷タカシ | CDP-5294 TP-5294    |

| 発売日 | 規格 | 規格品番 | アルバム |
| ------ | ---- | -------- | --- |
|        | CT   | NZM-5013 | 片山隼作品集 ※ 全作曲：片山隼 編曲：曽根幸明 Side A： 1. 冬航路 作詞：西村道夫 2. 酒場唄 作詞：西村道夫 3. 盛り場おんな 作詞：高田ゆきお 4. あなたが好き 作詞：浦田恭督 5. 柳ケ瀬恋灯り 作詞：吉岡治 6. 奥美濃ブルース 作詞：西村道夫 Side B：カラオケ |